# Johann Heinrich Bartholomäus Walther
Johann Heinrich Bartholomäus Walther (Rostock, 1737 – Tartu, 1802) è stato un architetto tedesco naturalizzato estone. Tra le sue principali opere si ricorda il municipio di Tartu.

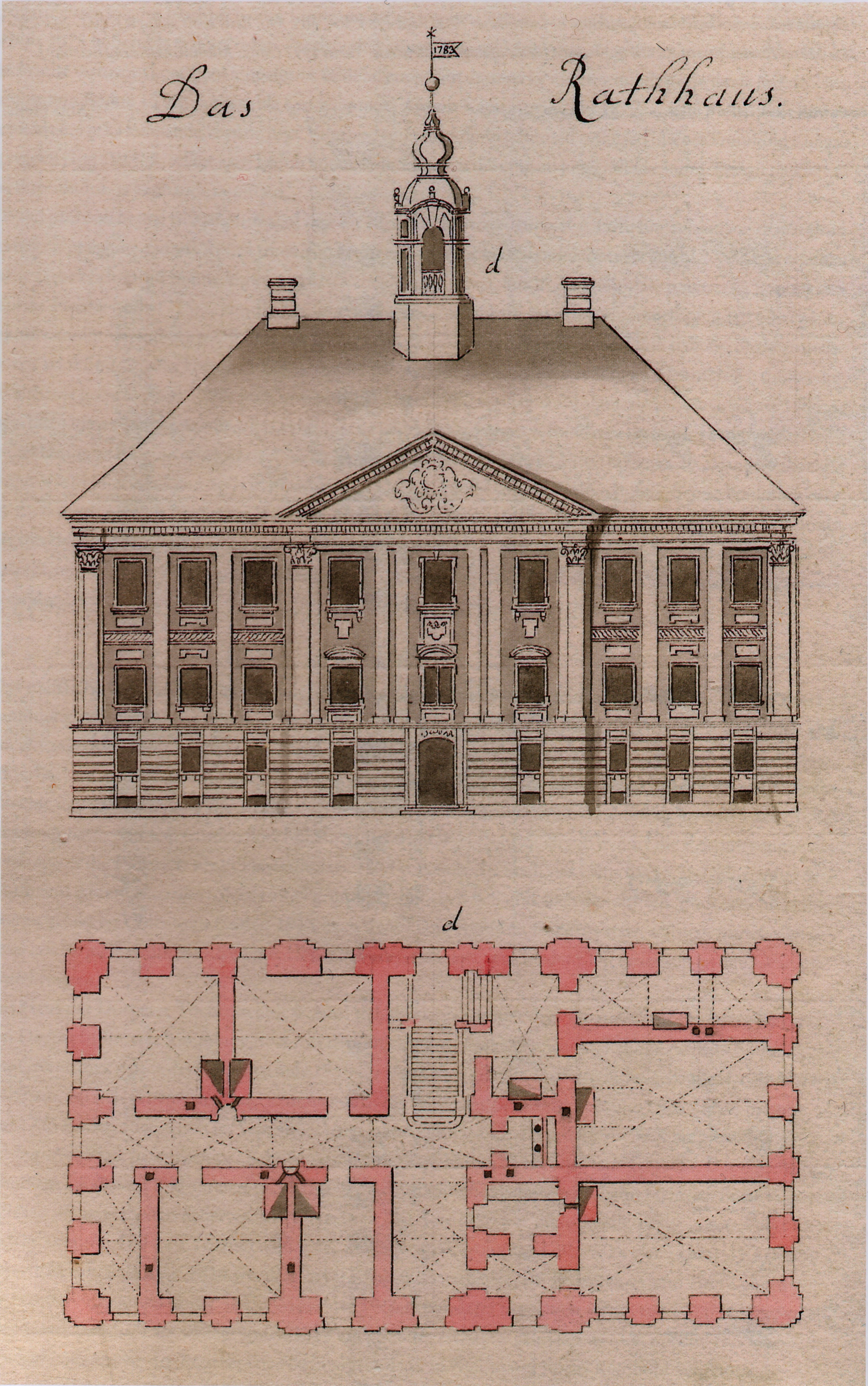
Municipio di Tartu dalla collezione di Johann Christoph Brotze.

Si trasferì a Tartu, oggi in Estonia, come capomastro. Progettò e ricostruì il Municipio di Tartu in seguito al grande incendio di Tartu del 1775 e in seguito Casa Von Bock nel centro della città. Fu sepolto a Tartu il 2 aprile 1802.